# 西河口乡
西河口乡，是中华人民共和国安徽省六安市裕安区下辖的一个乡镇级行政单位。

## 行政区划
西河口乡下辖以下地区：
河口社区、落地岗村、红石岩村、龙门冲村、锅棚店村、江店村、石湖村、潘岔村、邵冲村、龚湾村、官塘村、郝集村和淠河村。